# Nesticella hongheensis
Espèce
Nesticella hongheensis est une espèce d'araignées aranéomorphes de la famille des Nesticidae.

## Distribution
Cette espèce est endémique du Yunnan en Chine,. Elle se rencontre dans le xian de Pingbian vers 1 244 m d'altitude.

## Description
Le mâle holotype mesure 2,15 mm et la femelle paratype 2,25 mm.

## Étymologie
Son nom d'espèce, composé de honghe et du suffixe latin -ensis, « qui vit dans, qui habite », lui a été donné en référence au lieu de sa découverte, le Honghe.

## Publication originale
- Lin, Ballarin & Li, 2016 : A survey of the spider family Nesticidae (Arachnida, Araneae) in Asia and Madagascar, with the description of forty-three new species. ZooKeys, no 627, p. 1-168.